# Geschichte des Radars
Die Geschichte des Radar beschreibt die Entwicklung von Radarsystemen von den ersten Versuchen 1904 über den Forschungswettstreit während des Zweiten Weltkrieges bis hin zu den neuesten Technologien in Raumfahrt und Automobilindustrie.

## Entdeckung und erste praktische Radar-Ortungen
Heinrich Hertz stellte 1886 beim experimentellen Nachweis von elektromagnetischen Wellen fest, dass Radiowellen von metallischen Gegenständen reflektiert werden.
Elf Jahre später wiederholte der Inder Jagadish Chandra Bose die Hertzschen Versuche in Kalkutta, diesmal jedoch mit einer kürzeren Wellenlänge als Hertz. Auf der Basis dieser Versuche entwickelte Bose unter anderem den Wellenleiter – eine wichtige Komponente von Radargeräten.
Die ersten praktischen Ortungen und Entfernungsmessungen mittels Radiowellen führte 1904 der deutsche Hochfrequenztechniker Christian Hülsmeyer durch. Er entwickelte und präsentierte das erste funktionierende Radarsystem, das mit 50-cm-Wellen arbeitete und bereits die klassische Senderkonfiguration aus Hornantenne mit Parabolspiegel aufwies. Da es noch keine Röhren gab, lief der Sender mit Funkeninduktor. Der Empfänger war ein Kohärer mit sendesynchron laufender mechanischer Zeitsperre zur Unterdrückung störender Fremdsignale. Das der Marine auf dem Rhein bei Köln-Deutz präsentierte Radargerät nannte er Telemobiloskop und es konnte die Radarechosignale, die von einem Schiff in 3 km Entfernung zurückgeworfen wurden, akustisch melden und größere metallische Objekte so orten.
Das zugrundeliegende Verfahren wurde am 30. April 1904 in Deutschland und England zum Patent angemeldet. Da die Reichweite damals nicht den sichtbaren und hörbaren Bereich überstieg und dieses Gerät nur das Vorhandensein anderer Objekte, nicht aber deren Position melden konnte, interessierten sich weder deutsche Militärs noch die zivile Schifffahrt für das Gerät und die Entwicklung fiel nahezu dem Vergessen anheim.
Der Titel der Patentschrift Nr. 165546 lautete:

„Verfahren, um entfernte metallische Gegenstände mittels elektrischer Wellen einem Beobachter zu melden.
Vorliegende Erfindung hat eine Vorrichtung zum Gegenstand, durch welche die Annäherung beziehungsweise Bewegung entfernter metallischer Gegenstände (Schiffe, Züge oder dergleichen) mittels elektrischer Wellen einem Beobachter durch hör- oder sichtbare Signale gemeldet wird […]“

Wahrscheinlich unbeeinflusst von Hülsmeyers Patent wurden 1911 in den USA die Grundprinzipien des Radars vom Science-Fiction-Autor und Erfinder Hugo Gernsback in seinem Science-Fiction-Roman Ralph 124C 41+ skizziert. Gernsbacks Buch geht auf einen Fortsetzungsroman zurück, der in der Technikzeitschrift Modern Electrics zwischen April 1911 und März 1912 veröffentlicht wurde.
1916 wandte sich der Ingenieur und Buchautor Hans Dominik mit einem selbst entwickelten Prototypen an das Reichsmarineamt. Das Reichsmarineamt lehnte aber ab, da ein Einsatz für den Ersten Weltkrieg nicht mehr in Frage kam.
Die Suche nach neuen physikalischen Prinzipien zur Lösung des Problems der Erkennung und Standortbestimmung von Luft- und Seezielen führte Mitte der 1930er Jahre in mehreren Ländern nahezu gleichzeitig zur Entwicklung der Radartechnik.

## Entwicklung während des Zweiten Weltkrieges

### Geschichte der Radarentwicklung in Deutschland

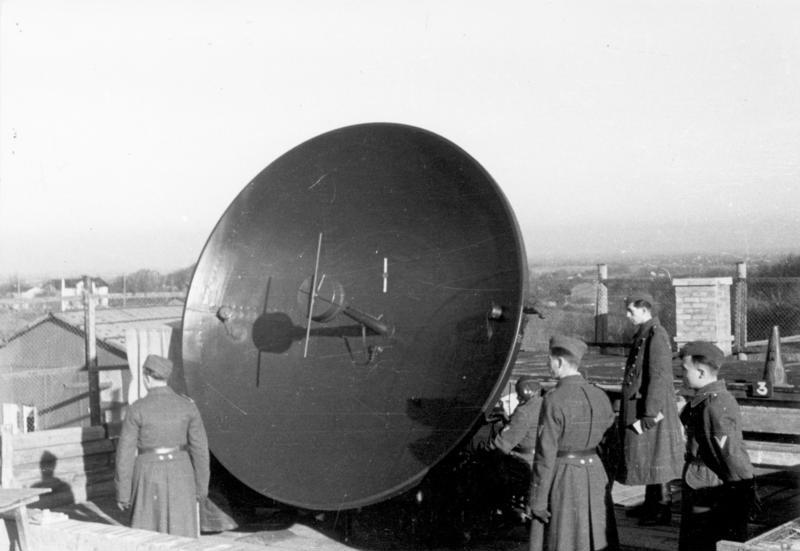
Radargerät „Würzburg C“ (1942)

Der Durchbruch zur breiten Anwendung kam für die Radartechnik erst im Zweiten Weltkrieg. Rudolf Kühnhold, der wissenschaftliche Direktor der Nachrichten-Versuchsabteilung der Reichsmarine, trieb die Entwicklung entscheidend voran. 1934 wurden im Kieler Hafen die ersten Versuche mit einem von ihm entwickelten Apparat durchgeführt, der zur Tarnung DeTe-Gerät (Dezimeter-Telegraphie) genannt wurde. Bei seinen Versuchen konnte er nicht nur wie geplant Schiffe, sondern auch über dem Hafen fliegende Flugzeuge orten.
Noch war die Entfernung, bis zu der das Radar arbeitete, für eine breite Nutzung ungeeignet, doch bereits im Oktober 1934 gelangen Entfernungsmessungen bis etwa 40 km. Einer der ersten Hersteller von Radargeräten war die Anfang 1934 gegründete GEMA (Gesellschaft für elektroakustische und mechanische Apparate mbH, Berlin). Hans Karl Freiherr von Willisen und Paul-Günther Erbslöh entwickelten und erprobten in Pelzerhaken die Systeme Freya, Mammut (PESA), Wassermann und Seetakt sowie Seeartgerät. Nach Kriegsende wurde die GEMA als Rüstungsbetrieb aufgelöst und die Standorte in den Ausweichquartieren Pelzerhaken und Lensahn demontiert.
Neben der GEMA hatte Telefunken mit dem bodengestützten Feuerleitradar Würzburg und Würzburg-Riese sowie dem ersten in Deutschland verfügbaren Bordradarsystem für Nachtjäger („Lichtenstein-Gerät“) den größten Anteil an der deutschen Radartechnik. Von Siemens & Halske wurden die Jagdschloß- und Flensburg-Geräte entwickelt. Weitere auf dem Gebiet tätige Unternehmen waren die Blaupunkt GmbH (früher Ideal-Radio) und die C. Lorenz AG (beide in Berlin).
Die folgenden Systeme wurden entwickelt:
- aktive monostatische Radargeräte, die mit Sender und Empfänger an einem Standort arbeiten, genannt Funkmessgerät (FuMG);
- passiv defensive Radarwarnempfänger, die nur zur Warnung vor feindlichem aktiven Radar von Flugzeugen und Schiffen dienten, genannt Funkmessbeobachtungsgeräte (FuMB), wie zum Beispiel
  - FuMB 1 (Naxos);
  - FuMB 4 (Samos);
- passiv offensive Radarempfänger zur Annäherung an feindliche Flugzeuge mit eigenem aktivem Radar, wie zum Beispiel
  - Flensburg (Radar);
- parasitäre bistatische Radargeräte, die zur Zielbeleuchtung ein feindliches Radarsystem (Chain Home) missbrauchten, wie zum Beispiel
  - Klein Heidelberg;

Im Zweiten Weltkrieg erlangte die Radartechnik in der Seekriegs-, vor allem aber auch in der Luftkriegsführung große Bedeutung und wurde dort in Verbindung mit Flakstellungen und zur Führung von Jagdflugzeugen eingesetzt. Der erste erfolgreiche radargeleitete Abfangeinsatz der Geschichte war am 18. Dezember 1939, als 24 britische Bomber einen Angriff auf Wilhelmshaven flogen. Nach deren Radarortung wurden durch Jäger zehn Bomber abgeschossen und drei schwer beschädigt. Die über 1000 km lange Kammhuber-Linie von Dänemark bis Nordfrankreich war ein Abwehrsystem gegen nächtliche Bombergeschwader auf das Deutsche Reich. Es bestand unter anderem aus Radargeräten der Typen Würzburg Riese und Freya.
Noch bis in die 1950er Jahre wurde im deutschsprachigen Raum der Begriff „Funkmeß“ und seltener „Funktastsinn“ für das Radarverfahren verwendet.

### Geschichte der Radarentwicklung in England
Während sich die Radarentwicklung in Deutschland am Anfang mit dem Erkennen von Schiffszielen beschäftigte, war in England die Erkennung von Flugzeugen der Ausgangspunkt der Entwicklung.
Bereits in der Ionosphären-Forschung hatte man Funkimpulse verwendet und aus der Laufzeit bis zum Eintreffen des reflektierten Signals die Höhe der Ionosphäre bestimmt. Diese Methode wurde nun für die Funkortung weiterentwickelt. Der Leiter der Radioversuchsstation in Slough, Robert Watson-Watt, und sein Mitarbeiter, der Physiker Arnold Wilkins, legten am 12. Februar 1935 ihren Bericht zum Thema Erkennung und Ortung von Flugzeugen durch Funk vor (Titel Detection and location of aircraft by radio methods), in dem sie bereits alle wesentlichen Grundzüge des Radars beschrieben.
Am 26. Februar 1935 wurde der erste Feldversuch durchgeführt. Der BBC-Sender in Daventry sendete ein Signal mit 49 m Wellenlänge. Dies war auf die Flügelspannweite üblicher Bomber-Flugzeuge abgestimmt, die bei ungefähr der Hälfte dieser Länge lagen und somit Halbwellendipole darstellten. Hiervon wurden gute Reflexionseigenschaften erwartet. Eine mobile Empfangsstation, ausgerüstet mit einem für damalige Zeit sehr modernen Kathodenstrahl-Oszilloskop, befand sich in ca. 10 km Entfernung. Das über diesem Gebiet fliegende Testflugzeug, ein Handley Page Heyford, erzeugte tatsächlich durch die an seinem Rumpf reflektierten Funkwellen einen zusätzlichen Leuchtpunkt auf dem Schirm des Oszilloskops. Das Flugzeug konnte bereits bei diesem ersten Test bis zu einer Entfernung von 13 km verfolgt werden.
Nach diesen erfolgreichen Testergebnissen wurde die englische Radarentwicklung mit hohem Aufwand begonnen. Bereits im Januar 1936 waren für alle Aspekte der Radarortung (Entfernung, Höhenwinkel und Ortungsrichtung) Lösungen gefunden worden. Sogar das Prinzip eines Zielfolgeradars konnte am 20. Juni 1939 vor Winston Churchill praktisch demonstriert werden.

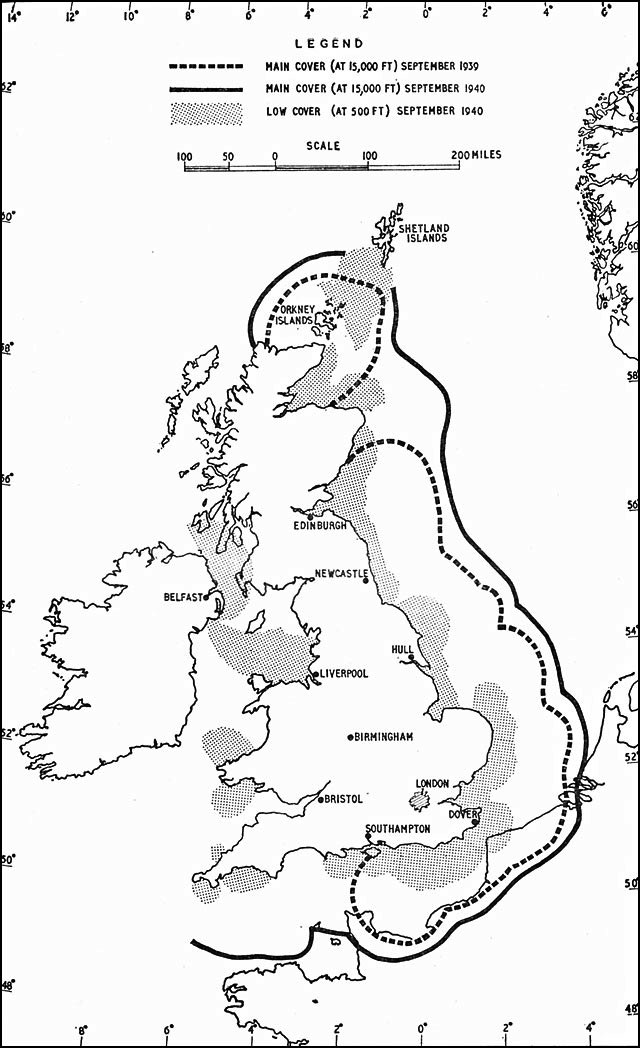
Reichweite des Chain Home-Systems

Im Jahre 1937 begann man, an der Ostküste der britischen Insel eine Kette von 20 Küsten-Radar-Stellungen, die sogenannte Chain Home, zu installieren. Sie arbeitete bei 10 bis 13,5 m Wellenlänge (22 bis 30 MHz), sendete 25 Pulse pro Sekunde mit 200 kW Leistung und hatte eine Reichweite von 200 km. Ab Karfreitag 1939 (7. April) war die Chain Home im 24-Stunden-Dauerbetrieb.
Die Deutschen entdeckten die hierzu installierten hohen Masten und unternahmen mit dem Luftschiff LZ 130 Graf Zeppelin II im Mai und August 1939 zwei Aufklärungsflüge entlang der britischen Ostküste bis zu den Shetlandinseln, um den Stand der englischen Radartechnik zu erkunden. Sie fanden jedoch keine Radarsignale, da sie Signale im Bereich von 1,5 bis 0,5 m Wellenlänge erwarteten, die Chain Home aber mit einer viel größeren Wellenlänge arbeitete, was deutschen Ingenieuren völlig abwegig erschien.
Chain Home hatte zwar eine hohe Reichweite, konnte aber keine Tiefflieger entdecken. Deshalb wurde zusätzlich Chain Home Low installiert, eine Tiefflug-Radarkette mit 80 km Reichweite bei 1,5 m Wellenlänge (200 MHz).
Die Radarkette erwies sich als wichtiger Vorteil in der Luftschlacht um England, da die deutschen Angriffe rechtzeitig erkannt werden konnten. Hätten Wissenschaftler wie Robert Watson-Watt „nicht lange vor dem Kriegsausbruch an der Erfindung des ‚Radar‘ gearbeitet“, so enthüllte im Sommer 1945 Handelsminister Richard Stafford Cripps, „dann wäre es mehr als zweifelhaft gewesen, ob Großbritannien in den kritischen Jahren hätte aushalten können‚ als Deutschland das ganze Gewicht seiner Luftwaffe gegen England warf und mit beträchtlichem Erfolg durch seine U-Boote versuchte, die britischen Seeverbindungen abzuschneiden“. Luftmarschall Arthur Tedder äußerte im gleichen Jahr: „Wenn Radar in der ‚Schlacht um England‘ die Deutschen nicht des Vorteiles der Überraschung beraubt hätte, so wüßte ich nicht, wo wir heute stehen würden.“

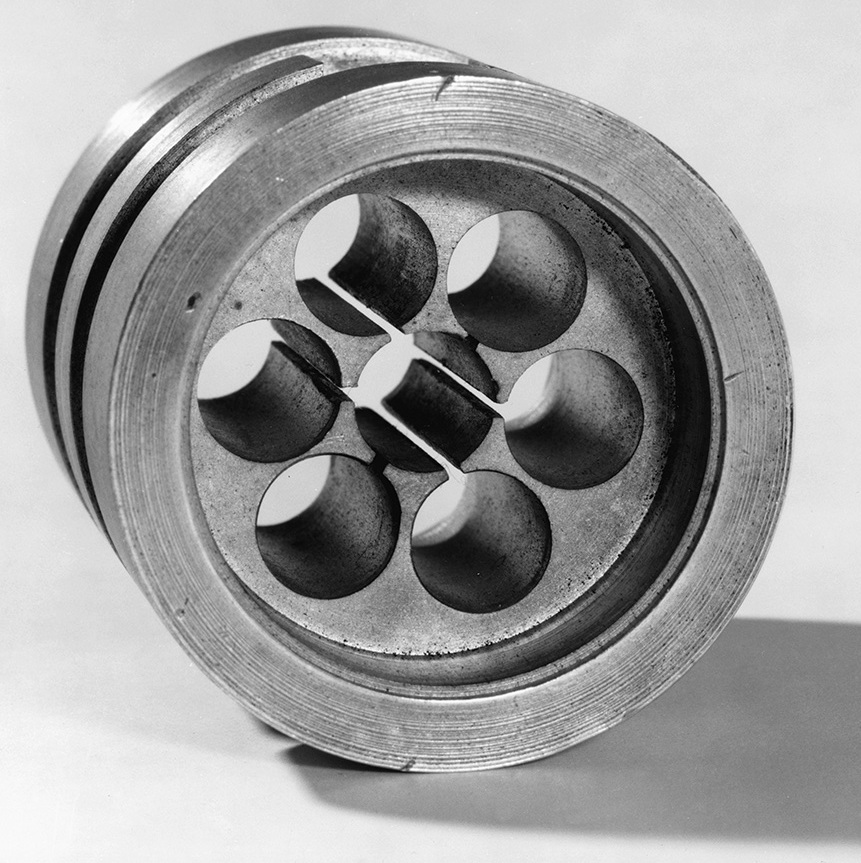
Anodenblock des Mehrkammer-Magnetrons mit sechs Resonanzkammern von Randall und Boot, 1940.

Bald wurden auch Radargeräte für den Einsatz in Flugzeugen entwickelt. Erste Geräte waren aufgrund ihrer Wellenlänge von minimal 50 cm nur mäßig brauchbar. Den britischen Forschern John Turton Randall und Harry Boot gelang am 21. Februar 1940 der Aufbau des ersten Laborgerätes eines Magnetrons zur Erzeugung von 10-cm-Wellen. Hieraus wurde das H2S-Gerät entwickelt, ein Bordradar für Flugzeuge, mit dem die Konturen der Landschaft wie auf einer Karte dargestellt wurden. Der erstmalige Einsatz erfolgte am 30. und 31. Januar 1943 bei einem Bombenangriff auf Hamburg.
Gegen Radar wurden sogenannte Düppel entwickelt – ein einfaches Mittel, um Radar zu stören. Deutschland und England hatten dieses Mittel unabhängig voneinander entwickelt und es geheim gehalten, um nicht zu verraten, wie das eigene Radar gestört werden könnte.
Welche Bedeutung die Briten dem deutschen Radar zumaßen, zeigt die Operation Biting: in einem Kommandounternehmen mit Fallschirmjägern im Februar 1942 eroberten sie Teile des deutschen Würzburg-Radars. Sie fanden so dessen Wellenlänge (53 cm) heraus und entdeckten, dass diese nicht variiert werden konnte. Diese Erkenntnis nutzten sie erstmals im Juli 1943:
vorausfliegende Aufklärungsflugzeuge der RAF warfen bei der Operation Gomorrha, dem Großangriff auf Hamburg im Juli 1943 (er verursachte den ersten Feuersturm in einer deutschen Großstadt), Düppel zur Störung der deutschen Radarstationen mit der genauen Länge 26,5 cm ab.
Dies sind Metallfolienstreifen, die etwa auf die halbe Wellenlänge der verwendeten Radargeräte zugeschnitten und von Flugzeugen in großer Menge abgeworfen wurden. Es wurden 92 Mio. Streifen, das entspricht 40 Tonnen, abgeworfen. Auf deutscher Seite dauerte die Entwicklung eines geeigneten Gegenmittels nicht lange: Das verbesserte Würzburg-Radargerät konnte bewegte Objekte wie Flugzeuge von den stillstehenden Metallstreifen trennen und die Geschwindigkeit des Ziels anhand des Doppler-Effektes bestimmen.

### Geschichte der Radarentwicklung in der Sowjetunion
Die Tatsache einer eigenständigen Entwicklung in der Sowjetunion wird von westlichen Quellen kaum erwähnt. Die sowjetische Radarentwicklung erfolgte unter den Bedingungen der internationalen Isolierung der Sowjetunion und später der Auslagerung von Konstruktions- und Produktionskapazitäten nach Osten.
Popow übertrug 1895 in Sankt Petersburg die ersten Radiosignale und entdeckte dabei auch die Eigenschaft der Reflexion von Radiowellen an Gegenständen. In den 1920er Jahren erbrachten russische und ukrainische Wissenschaftler theoretische Vorleistungen bezüglich der Anwendung der Rückstrahlortung mittels elektromagnetischer Wellen. Michail Alexandrowitsch Bontsch-Brujewitsch, Arenberg und Wwedenski untersuchten das Reflexionsverhalten elektromagnetischer Wellen. Durch Mandelstam und Papaleksi erfolgten phasometrische Entfernungsmessungen zur Bestimmung der Höhe der Ionosphäre mit elektromagnetischen Impulsen.
Die Idee der Anwendung von Funkwellen zur Entdeckung und Standortbestimmung von Flugkörpern entstand gleichzeitig in zwei Verwaltungen des Volkskommissariats für Verteidigung – in der Militärtechnischen Verwaltung 1930 im Plan für ein Aufklärungsmittel der Flakartillerie und in der Verwaltung Luftverteidigung 1932/33 zur Verbesserung der Luftraumaufklärung. Ende 1933 wurden auf Initiative des Militäringenieurs M.M. Lobanow im Zentralen Radiolaboratorium Untersuchungen zur Rückstrahlortung mit Dezimeterwellen begonnen. Unter Leitung von J.K. Korowin wurde erstmals ein Flugzeug mit einer Versuchsanordnung geortet, die aus einem 60-cm-Dauerstrichsender, einem Superregenerativempfänger und zwei Parabolantennen für Senden und Empfang bestand.
Im Januar 1934 fand unter Leitung des Akademiemitglieds Abram F. Joffe eine Beratung namhafter Spezialisten statt, die die Ideen des Ingenieurs P.K. Ostschepkow für ein System der Luftraumaufklärung mittels elektromagnetischer Wellen unterstützte. In der „Zeitschrift der Luftverteidigung“, Heft 2/1934, veröffentlichte Ostschepkow seine Gedanken über ein Aufklärungssystem der Luftverteidigung, die Vorteile der Impulsmethode für die Ortung von Luftzielen und der Idee einer Rundblickstation, die gleichzeitig Entfernung und Seitenwinkel eines Flugkörpers bestimmt.
Noch 1934 begannen umfangreiche Arbeiten zur Realisierung der Funkortung unter Nutzung von Dauerstrichstrahlung. Im August 1934 wurde die Versuchsanordnung „Rapid“ erprobt, die aus einem 200-W-Sender auf der Wellenlänge 4,7 m und zwei im Abstand von 50 bzw. 70 km aufgebauten Empfangsanlagen bestand. Der Durchflug eines Flugzeuges in 5200 m Höhe konnte anhand der Schwebungen, die durch Interferenz von direkter und reflektierter Welle gebildet wurden, zuverlässig registriert werden („Radargeist“). Daraus entstand später das System „Rewen“, welches 1939 als RUS-1 (radioulowitel samoljotow) in die Ausrüstung der Roten Armee übernommen wurde. Zu Kriegsbeginn 1941 waren in der Luftverteidigung Moskaus und Leningrads 41 Gerätesätze RUS-1 eingesetzt.
Anfang 1935 begannen im Physikalisch-Technischen Institut der Akademie der Wissenschaften unter Leitung von J. B. Kobsarew Arbeiten, die zur Konstruktion der ersten sowjetischen Impulsfunkmessstation führten. Noch im selben Jahr wurde der Beweis erbracht, dass man mit einem Impulsradar auf der Wellenlänge von 4 m eine Ortungsentfernung von 100 km erreichen kann. Es folgten erfolgreiche Versuche mit Uda-Yagi-Antennen und die Entwicklung spezieller Impulssenderöhren (IG-7, IG-8). Bis 1939 entstand so die mobile Impulsfunkmessstation „Redoute“, die nach erfolgreicher Truppenerprobung im Juli 1940 als RUS-2 in die Ausrüstung übernommen wurde.
In ihrer ursprünglichen Variante bestand die RUS-2 aus einer drehbaren Kabine mit dem 50-kW-Sender und der Sendeantenne auf einem Kraftfahrzeug ZIS-6, einer Kabine mit Empfangsantenne, Empfangsapparatur und einer Elektronenstrahlröhre als Sichtgerät auf einem Kraftfahrzeug GAZ-3A sowie einem Stromversorgungsgerät auf der Pritsche eines weiteren GAZ-3A. Die für Senden und Empfang gleichartigen Antennen, die synchron bewegt wurden, bestanden aus einem aktiven Strahler, einem Reflektor und fünf Direktoren für die Wellenlänge von 4 m.
Mit der Realisierung des Sendens und Empfangens mit nur einer Antenne mittels eines Antennenumschalters konnte die gesamte Apparatur auf einem Fahrzeug untergebracht und die Drehung auf die Antenne beschränkt werden. Bis Kriegsbeginn 1941 wurden 15 Geräte der Einantennenvariante ausgeliefert.
Die RUS-2 ermöglichte die Entdeckung von Luftzielen in großer Entfernung und in allen damals geflogenen Höhen und die Bestimmung ihrer Entfernung und ihres Azimuts, der ungefähren Geschwindigkeit und des Bestandes von Flugzeuggruppen (auf der Grundlage der Interferenzen) sowie die Darstellung der Luftlage im Radius bis 100 km. Sie spielte eine große Rolle bei der Luftverteidigung Moskaus und Leningrads. Im Jahre 1943 erfolgte der Einbau eines Freund-Feind-Kennungsgerätes und eines Höhenmesszusatzes auf der Grundlage der Goniometermethode. 1940–1945 wurden 607 RUS-2 in verschiedenen Varianten ausgeliefert, darunter auch eine Einantennen-Variante in Transportkisten RUS-2s („Pegmatit“). Die Impulsfunkmessstation RUS-2 war Ausgangspunkt der Entwicklung mehrerer Generationen von mobilen und stationären Meterwellen-Funkmessgeräten in der Sowjetunion (P-3, P-10, P-12, P-18, P-14, Oborona-14, Njebo).
Die erste sowjetische Dezimeterwellenanlage entstand ab 1935 unter Leitung von B.K. Schembel im Zentralen Radiolaboratorium. Zwei 2-m-Spiegel, je einer für das Senden und das Empfangen auf Wellenlängen von 21 bis 29 cm, waren nebeneinander auf einer Plattform angeordnet. Bei einer ausgestrahlten Leistung von 8 bis 15 W und einer Empfängerempfindlichkeit von 100 µV wurde ein Flugzeug in 8 km Entfernung entdeckt. Bei Erprobungen auf der Krim konnte die Reflexion von 100 km entfernten Bergen beobachtet und zur Entfernungsmessung erstmals die Frequenzmodulation angewendet werden.
Im Jahr 1937 führte man zur genaueren Bestimmung der Winkelkoordinaten das Verfahren der signalgleichen Zone mittels rotierendem Dipol ein (heute unter dem Begriff Minimumpeilung bekannt). In den folgenden Jahren wurde an der Schaffung eines Richtgeräts für die Flak in Leningrad und Charkow gearbeitet. Dabei entstand eine ganze Serie verschiedener Magnetrons für den Dezimeter- und Zentimeterwellenbereich. 1940 erfand Degtarjow das Reflexklystron, welches im Empfänger benötigt wurde.
Die Konstruktion eines Funkmesskomplexes für die Flak wurde praktisch 1940 abgeschlossen. Der Komplex bestand aus einem Dauerstrichgerät für die Bestimmung der Winkelkoordinaten auf der Wellenlänge 15 cm mit 20 W Leistung und einem Impulsgerät zur Entfernungsmessung auf der Wellenlänge 80 cm mit 15 kW Impulsleistung. Wegen der Evakuierung des Betriebes im Herbst 1941 kam es allerdings nicht zur Aufnahme der Serienproduktion; einige Versuchsgeräte setzte man in der Luftverteidigung Moskaus und Leningrads ein.
Das Arbeiten zur Schaffung eines Radars für Jagdflugzeuge begann 1940. Im Versuchsgerät „Gneis-1“ wurde im Sender ein Klystron mit der Wellenlänge 15–16 cm verwendet, das aber infolge der Kriegseinwirkungen nicht mehr hergestellt werden konnte. Deshalb wurde unter Leitung von W. W. Tichomirow das Funkmessgerät Gneis-2 zum Einsatz in zweimotorigen Flugzeugen vom Typ Pe-2 mit einem Röhrensender der Wellenlänge 1,5 m und einer Auffassungsentfernung von 4 km entwickelt. Die ersten Versuchsmuster bestanden ihre Bewährungsprobe im Dezember 1942 bei Stalingrad. Die Aufnahme in die Bewaffnung erfolgte 1943.
Nach dem Krieg bedeutete die starke Ausweitung des zivilen Luftverkehrs auch eine zunehmende Bedeutung der Luftraumüberwachung und damit verbunden eine ständige Weiterentwicklung des Bordradars. Der militärische Bereich war von dem Wettrüsten der Supermächte USA und UdSSR gekennzeichnet; die Entwicklung von Kampfflugzeugen wurde forciert. Höhere Geschwindigkeiten, seit den 1980er Jahren auch schnelle, tieffliegende Lenkwaffen sowie Marschflugkörper verlangten nach immer leistungsfähigeren, weitreichenden und genauen Bordradar-Systemen. Auch in den Flugkörpern wurde zur Zielansteuerung zunehmend Radar eingesetzt, so erstmals bei dem Boden-Luft-Lenkflugkörper Bomarc.

## Forschung nach dem Zweiten Weltkrieg
In Deutschland kam die Forschung auf dem Gebiet Radar nach dem Krieg vollständig zum Erliegen. Die Alliierten verboten diese bis 1950. Erhebliche Fortschritte machte die Forschung in der Folgezeit insbesondere in den USA, wo zahlreiche neue theoretische Ansätze und innovative Bauteile wie Halbleiter und Mikroprozessoren entwickelt wurden. Als ein Beispiel sei das Synthetic Aperture Radar aus dem Jahr 1951 genannt.
Deutsche Firmen bauten ab 1950 zunächst ausschließlich britische Radargeräte zur zivilen Luftraumüberwachung auf Lizenzbasis nach. Von da an war die Radarforschung in Europa vor allem durch zahlreiche internationale Kooperationen geprägt.
Auch in der Nachkriegszeit wurde weiter im Bereich Bordradare geforscht, ein Vertreter der analogen Bordradare ist das Modell NASARR, das im F-104 Starfighter zum Einsatz kam und zwischen 1961 und 1966 gebaut wurde. Es folgte das digitale Multifunktionsradar, das bis heute immer weiter entwickelt wird. Seit Anfang der 1990er Jahre wird beispielsweise EuroRADAR CAPTOR gebaut und stetig dem aktuellen Stand der Forschung angepasst.
Ein weiterer Meilenstein in der Leistungsfähigkeit von Radarsystemen war die Nutzung von Antennen mit elektronischer Strahlschwenkung (Phased-Array-Antenne). Weitere militärische Anwendung fanden ab etwa 1970 Überhorizontradare und hochfrequente Radarsuchköpfe für endphasengelenkte Munition.

## Zivile Nutzung
Auch an Bord von zivilen Flugzeugen und Schiffen gehören Bordradare zur Standardausrüstung. Eine der ersten und bis heute wichtigsten zivilen Anwendungen ist die Überwachung des Luftverkehrs mittels Air Traffic Control (ATC). Ein Vorgänger ist das Ground Radar System, das Telefunken zwischen 1955 und 1957 entwickelte.
Bereits Ende der 1970er Jahre entstanden erste Systeme von Abstandswarnradaren für den Automobilbereich. Seit den 2000er Jahren setzen Autohersteller Radarsysteme für Abstandsregeltempomaten (ACC) ein. Auch als Einparkhilfe und Toter-Winkel-Warnsystem werden Radarsysteme in Fahrzeugen verwendet. Eine weitere Anwendung von Radartechnik im Straßenverkehr ist die Messung von Geschwindigkeitsüberschreitungen durch die Polizei.
In der Raumfahrt wird Radartechnik seit Mitte der 1990er vor allem zur Vermessung der Erde und anderer Planeten genutzt. Zur Erfassung von Wetterdaten werden zudem Wetterradare eingesetzt.
In der Industrie werden Radarsensoren zur Bewegungsmeldung oder Füllstandsmessung eingesetzt.
In der Geologie, der Bodenkunde, der Archäologie, der Geotechnik usw. kommt das Geo- oder Bodenradar als indirekte geophysikalische Untersuchungsmethode zur Anwendung.